# Марьевка (Василевский сельский совет)
Ма́рьевка (укр. Мар'ївка) — село,
Василевский сельский совет,
Синельниковский район,
Днепропетровская область,
Украина.
Код КОАТУУ — 1224881205. Население по переписи 2001 года составляло 37 человек.

## Географическое положение
Село Марьевка находится на левом берегу реки Днепр,
выше по течению примыкает село Василевка-на-Днепре,
на противоположном берегу — сёла Никольское-на-Днепре и Войсковое.